# Pitstop (Computerspiel)
Pitstop ist ein Formel-1-Rennspiel, das 1983 von der Spielefirma Epyx für den Commodore 64 entwickelt wurde. In Europa wurde das Spiel von dem Videospiel-Verlag U.S. Gold veröffentlicht.

## Beschreibung
Ziel des Spiels ist es, so viel Geld wie möglich durch Siege in Rennen zu verdienen. Insgesamt bietet Pitstop sechs verschiedene Rennstrecken: Monaco, Kyalami (Südafrika), Le Mans (Frankreich), Albi (Frankreich), Jarama (Spanien) und Saint-Jovite (Kanada). Die anderen Fahrzeuge, die während des Rennens auftauchen und überholt werden müssen, sind reine Dummies.
Die Fahrzeuge der Spieler sind von den Fahrleistungen völlig identisch. Wegweisende Features waren einerseits der Kraftstoffverbrauch und die Reifenabnutzung. Je öfter der Wagen mit einem anderen Wagen kollidierte, desto stärker werden die vier Reifen jeweils individuell beansprucht. Die Reifen können in der Box mit einem Crew-Mitglied gewechselt werden. Auch das Auftanken muss in der Box erfolgen. Dabei muss auf die Tankanzeige geachtet werden, denn ein Überfüllen des Tanks führt zu einem leeren Tank, und man beginnt von vorne mit der Befüllung des Tanks.

## Portierungen
Das Spiel wurde für die folgenden Systeme veröffentlicht: Atari (8-bit) und ColecoVision.

## Rezeption
In der Zeitschrift Aktueller Softwaremarkt 1/87 wird das Spiel wie folgt beschrieben:

Pitstop wird Ihnen Ihr ganzes fahrerisches Können (sprich: all Ihre Joystick-Technik) abverlangen. Um sich vor Frust und Enttäuschung zu bewahren, sollten Sie zunächst mal einige Trainingsrunden fahren, bevor Sie sich an das eigentliche Rennen wagen (sechs verschiedene Kurse gilt es zu absolvieren). Wenn Sie meinen, daß Sie Ihr Fahrzeug beherrschen, so können Sie Ihren ersten Wettbewerb starten. Steigen Sie ein in Ihren Flitzer, und versuchen Sie, Ihre Konkurrenten abzuhängen! Doch stellen Sie sich Ihre Aufgabe nicht zu einfach vor! Denn abgesehen davon, daß Ihre Gegner natürlich ganz ausgekochte Profis sind, tauchen noch zusätzliche Schwierigkeiten auf. So werden Sie bald bemerken, daß Ihr Benzinvorrat zur Neige geht und daß der Zustand Ihrer Reifen sich zusehends verschlechtert. Letztere nämlich werden durch jede Berührung ihres Wagens mit anderen Fahrzeugen, noch mehr aber durch das Streifen der Fahrbahnbegrenzung, stark in Mitleidenschaft gezogen. Wenn Ihnen also der Sprit ausgeht oder die Slicks zu platzen drohen, hilft nur noch eins: runter von der Strecke und ran an die Boxen! Hierzu benutzen Sie eine der zahlreichen Abfahrten, die an verschiedenen Stellen der Fahrbahn angebracht sind. Wenn Sie die Boxen erreicht haben, werden Sie dort Ihre Mechanikervorfinden, die in Windeseile Ihre Reifen wechseln und den Tank wieder auffüllen – vorausgesetzt, es gelingt Ihnen, Ihre Mechaniker auf die Sprünge zu bringen! Sie müssen nämlich Ihre Jungs, die zunächst einmal faul in der Gegend herumstehen, mittels eines Icons (Joystick-Steuerung) anvisieren und die gewünschten Arbeiten verrichten lassen. Nicht nur aufgrund seiner Qualitäten als Rennsimulation, sondern auch (oder gerade) wegen der Einlagen an den Boxen ist Pitstop für mich eines der besten und (auch für längere Zeit) interessantesten Sportspiele. Zu diesen Eigenschaften gesellt sich eine überdurchschnittlich gute Grafik, die den guten Eindruck von Pitstop noch vervollkommnet.